# Ермоса-Біч (Каліфорнія)
Ермоса-Біч (англ. Hermosa Beach) — місто (англ. city) в США, в окрузі Лос-Анджелес штату Каліфорнія. Населення — 19 728 осіб (2020).

## Географія
Ермоса-Біч розташована за координатами 33°51′55″ пн. ш. 118°23′47″ зх. д. / 33.86528° пн. ш. 118.39639° зх. д. (33.865268, -118.396297).  За даними Бюро перепису населення США в 2010 році місто мало площу 3,69 км², уся площа — суходіл.

## Демографія
Згідно з переписом 2010 року, у місті мешкало 19 506 осіб у 9550 домогосподарствах у складі 4039 родин. Густота населення становила 5279 осіб/км².  Було 10162 помешкання (2750/км²).
Расовий склад населення:
| - 86,8 % — білих - 5,7 % — азіатів - 1,2 % — чорних або афроамериканців - 0,3 % — корінних американців - 0,2 % — вихідців з тихоокеанських островів - 1,7 % — осіб інших рас |

До двох чи більше рас належало 4,2 %. Частка іспаномовних становила 8,4 % від усіх жителів.
За віковим діапазоном населення розподілялося таким чином: 15,9 % — особи молодші 18 років, 75,1 % — особи у віці 18—64 років, 9,0 % — особи у віці 65 років та старші. Медіана віку мешканця становила 37,0 року. На 100 осіб жіночої статі у місті припадало 111,3 чоловіків;  на 100 жінок у віці від 18 років та старших — 112,1 чоловіків також старших 18 років.
Середній дохід на одне домашнє господарство  становив 165 341 долар США (медіана — 111 187), а середній дохід на одну сім'ю — 229 709 доларів (медіана — 170 747). Медіана доходів становила 101 240 доларів для чоловіків та 71 318 доларів для жінок. За межею бідності перебувало 4,0 % осіб, у тому числі 1,2 % дітей у віці до 18 років та 4,2 % осіб у віці 65 років та старших.
Цивільне працевлаштоване населення становило 11 710 осіб. Основні галузі зайнятості: науковці, спеціалісти, менеджери — 20,0 %, освіта, охорона здоров'я та соціальна допомога — 16,1 %, виробництво — 13,1 %.